# Copris tsukamotoi
Copris tsukamotoi là một loài bọ cánh cứng trong họ Bọ hung (Scarabaeidae).